# Stadt-Express

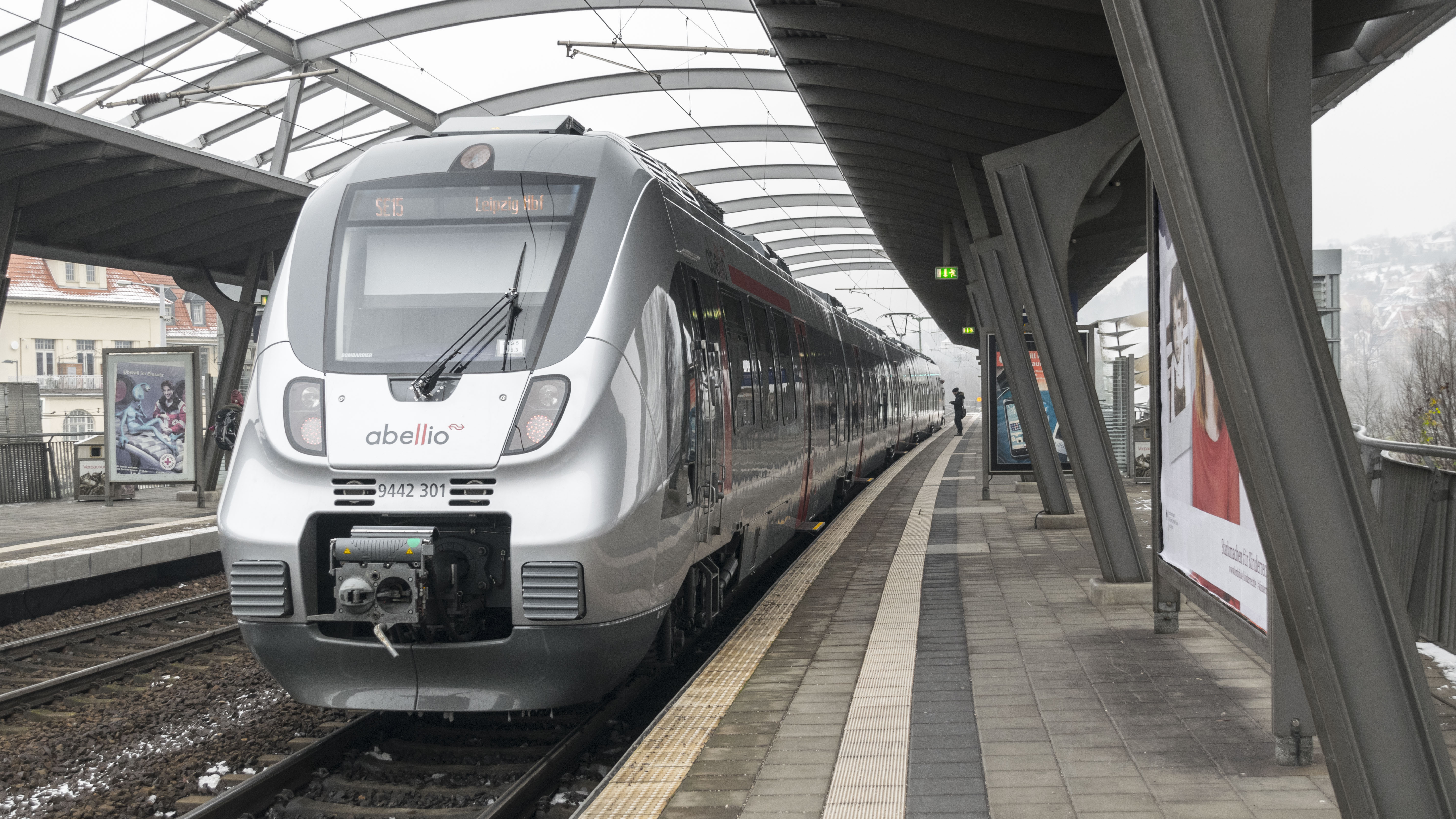
Stadt-Express der Abellio Rail Mitteldeutschland im Haltepunkt Jena Paradies

Der Stadt-Express, abgekürzt SE, teilweise StadtExpress mit Binnenmajuskel geschrieben, war eine am 1. Januar 1995 eingeführte Zuggattung der Deutschen Bahn, die Ballungsgebiete mit dem weiteren Umland verband. Zuvor verkehrten dieselben Züge als Nahverkehrszug (N), Eilzug (E), City-Bahn (CB) oder Regionalschnellbahn (RSB), die damals alle vier abgeschafft wurden. Zum Fahrplanwechsel am 30. September 2001 integrierte die DB den Stadt-Express seinerseits in die Zuggattungen Regionalbahn (RB) beziehungsweise Regional-Express (RE). Jedoch wurde er von den Zweckverbänden, die die Nahverkehrsleistungen bestellen, vereinzelt weiter gewünscht. Dies führt dazu, dass auch später Nahverkehrslinien, die von privaten Anbietern betrieben werden, die Bezeichnung Stadt-Express führten.

## Konzept
Der Stadt-Express hatte eine Erschließungsfunktion im weiteren Umland und hielt dort an jeder Station. Im von anderen Zügen (S-Bahn, Regionalbahn) erschlossenen Kerngebiet des Ballungsraumes fuhr er jedoch beschleunigt wie ein Regional-Express, es wurden also nur die wichtigsten Stationen bedient. Nicht alle Stadt-Express-Linien entsprachen streng diesem Konzept, einige Linien bedienten auch im Kernbereich alle Stationen (ausgenommen reine S-Bahn-Halte). Der Stadt-Express gehörte zum Nahverkehr und war damit zuschlagsfrei.

## Spätere Entwicklung
In Hessen wurde die Bezeichnung seitens des Bestellers RMV noch bis zum Fahrplanwechsel im Dezember 2016 verwendet. Es gab dort bis dahin mehrere SE-Linien, die dazu dienten, das hessische Umland abseits des Rhein-Main-Gebietes an die Metropole Frankfurt am Main und deren zentralen Umsteigeknoten Frankfurt Hauptbahnhof anzubinden. Sofern die Deutsche Bahn Betreiber war, wurden die Züge aber in DB-Medien als Regionalbahn oder Regional-Express geführt. Seit dem Fahrplanjahr 2017 werden alle bisherigen SE-Linien auch beim RMV als Regionalbahnen (RB) geführt.
In den Fahrplanjahren 2016 bis 2018 verkehrte zudem die Stadt-Express-Linie SE 15 zwischen Leipzig und Saalfeld/Saale. Sie wurde von Abellio Rail Mitteldeutschland betrieben.
Ein ähnliches Konzept wie beim Stadt-Express wird in der Region Stuttgart unter dem Namen Metropolexpress verfolgt. Erste Linien verkehren seit 2021 unter diesem Namen.
Aufgrund der Generalsanierung der Riedbahn vom 1. bis zum 22. Januar 2024 sowie vom 15. Juli 2024 bis zum 14. Dezember 2024 verkehrt der RE14 des Südwest-Express als SE14 von Frankfurt(Main) Hbf nach Mannheim Hbf.